# 縣亶
縣亶（？—？），今本《孔子家语》又作悬亶，字子象，春秋时期人物，是孔子弟子。
《史记·仲尼弟子列传》没有记载縣亶。《史记索隱》中称《孔子家语》记载的孔子弟子没有公伯寮、秦冉、鄡單，而有琴牢、陳亢、縣亶。《礼记·檀弓篇》有县子或许就是縣亶。明朝縣亶成为孔庙東廡先賢。